# Jetete
Jetete, cujo significado é desconhecido, era um nome de um clã de edomita (possivelmente o nome de um chefe com o mesmo nome),   mas provavelmente um erro no qual "Jeter" seja o mesmo que "Itrã" (Gênesis 36:26). 